# Psychotria rubristipulata
Psychotria rubristipulata är en måreväxtart som beskrevs av Ronald D'Oyley Good. Psychotria rubristipulata ingår i släktet Psychotria och familjen måreväxter. Inga underarter finns listade i Catalogue of Life.